# Боин (Лозада)
Бои́н (порт. Boim) — район (фрегезия) в Португалии, входит в округ Порту. Является составной частью муниципалитета Лозада. По старому административному делению входил в провинцию Дору-Литорал. Входит в экономико-статистический субрегион Тамега, который входит в Северный регион. Население составляет 2262 человека на 2001 год. Занимает площадь 3,65 км².
Покровителем района считается Сан-Висенте (порт. São Vicente).